# Statistiche e record dell'Unione Sportiva Cremonese

Emiliano Mondonico (a destra) è il miglior marcatore di sempre della Cremonese nei campionati.

Nella presente pagina sono riportate le statistiche nonché record riguardanti l'Unione Sportiva Cremonese, società calcistica italiana con sede a Cremona.

## Statistiche di squadra

### Partecipazione ai campionati
| Livello | Categoria                | Partecipazioni | Debutto   | Ultima stagione | Totale |
| ------- | ------------------------ | -------------- | --------- | --------------- | ------ |
| 1º      | Prima Divisione          | 4              | 1922-1923 | 1925-1926       | 14     |
| 1º      | Divisione Nazionale      | 3              | 1926-1927 | 1928-1929       | 14     |
| 1º      | Serie A                  | 7              | 1929-1930 | 1995-1996       | 14     |
| 2º      | Serie B                  | 29             | 1930-1931 | 2019-2020       | 30     |
| 2º      | Serie B-C Alta Italia    | 1              | 1945-1946 | 1945-1946       | 30     |
| 3º      | Serie C                  | 26             | 1935-1936 | 1976-1977       | 43     |
| 3º      | Serie C1                 | 8              | 1978-1979 | 2007-2008       | 43     |
| 3º      | Lega Pro Prima Divisione | 6              | 2008-2009 | 2013-2014       | 43     |
| 3º      | Lega Pro                 | 3              | 2014-2015 | 2016-2017       | 43     |
| 4º      | Serie C2                 | 4              | 2000-2001 | 2003-2004       | 9      |
| 4º      | IV Serie                 | 2              | 1952-1953 | 1953-1954       | 9      |
| 4º      | Serie D                  | 3              | 1967-1968 | 1970-1971       | 9      |

## Statistiche individuali

### Lista dei capitani
| Calciatore         | Ruolo | Stagioni al club      | Stagioni da capitano | Presenze | Reti |
| ------------------ | ----- | --------------------- | -------------------- | -------- | ---- |
| …                  |       |                       |                      |          |      |
| Attilio Tassi      | C/A   | 1960-1970             | 1966-1970 (4)        | 214      | ?    |
| Bruno Franzini     | C     | 1956-1958 e 1970-1971 | 1970 (1)             | 77       | 13   |
| Aristide Guarneri  | D     | 1971-1973             | 1971-1973 (3)        | 88       | 0    |
| Alberto Sironi     | C     | 1971-1978             | 1973-1978 (5)        | 250      | 12   |
| Luciano Cesini     | D     | 1966-1979             | 1978-1979 (1)        | 436      | 7    |
| Vittorio Marini    | D     | 1979-1982             | 1979-1982 (3)        | 86       | 2    |
| Giancarlo Finardi  | A     | 1973-1978 e 1980-1987 | 1982-1983 (1)        | 383      | 61   |
| Claudio Bencina    | C     | 1981-1988             | 1983-1988 (5)        | 231      | 8    |
| Filippo Citterio   | D     | 1985-1990             | 1988-1990 (2)        | 165      | 6    |
| Corrado Verdelli   | D     | 1990-1997             | 1990-1997 (7)        | 142      | 4    |
| Luigi Gualco       | D     | 1985-1996 e 1997-1999 | 1997-1999 (2)        | 365      | 30   |
| Vanni Pessotto     | D     | 1992-1995 e 1996-2000 | 1999-2000 (1)        | 103      | 1    |
| Cristian Forlani   | C     | 1995-1998 e 1999-2004 | 2000-2003 (3)        | 153      | 6    |
| Mauro Bertoni      | D     | 2003-2005             | 2003-2005 (2)        | 66       | 1    |
| Marco Carparelli   | A     | 2005-2007             | 2005-2007 (2)        | 70       | 28   |
| Lamberto Zauli     | C     | 2007-2008             | 2007-2008 (1)        | 24       | 4    |
| William Viali      | D     | 2008-2010             | 2008-2010 (2)        | 71       | 5    |
| Giovanni Fietta    | C     | 2008-2013             | 2010-2013 (3)        | 119      | 5    |
| Davide Baiocco     | C     | 2012-2014             | 2013-2014 (1)        | 29       | 0    |
| Elvis Abbruscato   | A     | 2013-2014             | 2014 (1)             | 10       | 3    |
| Andrea Brighenti   | A     | 2013-2019             | 2014-2019 (5)        | 175      | 67   |
| Claiton            | D     | 2017-2020             | 2019-2020 (2)        | 75       | 7    |
| Emanuele Terranova | D     | 2018-2021             | 2020-2021 (1)        | 73       | 3    |
| Daniel Ciofani     | A     | 2019-2024             | 2021-2023 (2)        | 166      | 34   |
| Matteo Bianchetti  | D     | 2019-                 | 2023- (3)            | 187      | 4    |

Dati aggiornati al 15 agosto 2025.

### Record di presenze
| Campionato - 436 Luciano Cesini (1966-1979) - 380 Giancarlo Finardi (1973-1978, 1980-1987) - 370 Leo Trovati (1929-1940, 1942-1943, 1945-1948) - 365 Luigi Gualco (1985-1996, 1997-1999) - 362 Mario Montorfano (1978-1994) - 359 Felice Garzilli (1979-1981, 1982-1992) - 264 Mario Ghisolfi (1948-1961) - 263 Giorgio Bianchi (1995-1998, 2000-2012) - 252 Pio Gramigna (1932-1942) - 250 Alberto Sironi (1971-1978)                                                                               | Coppa Italia - 46 Felice Garzilli (1982-1992) - 42 Mario Montorfano (1981-1994) - 38 Claudio Bencina (1981-1988) - 35 Luigi Gualco (1985-1996, 1997-1999) - 31 Giancarlo Finardi (1977-1978, 1981-1987) - 28 Filippo Citterio (1985-1990) - 27 Michelangelo Rampulla (1985-1992) - 25 Attilio Lombardo (1985-1989) 25 Walter Viganò (1982-1987) - 24 Alviero Chiorri (1984-1992) |
| Serie A - 130 Luigi Gualco (1989-1990, 1991-1992, 1993-1996) - 126 Marco Giandebiaggi (1991-1992, 1993-1996) - 116 Matjaž Florijančič (1991-1992, 1993-1996) - 112 Corrado Verdelli (1991-1992, 1993-1996) - 97 Andrea Tentoni (1993-1996) - 96 Riccardo Maspero (1989-1990, 1991-1992, 1993-1994, 1995-1996) 96 Luigi Turci (1989-1990, 1993-1996) - 92 Gustavo Dezotti (1989-1990, 1991-1992, 1993-1994) - 82 Ettore Ferraroni (1989-1990, 1991-1992, 1993-1996) - 75 Gianni Cristiani (1993-1996) | Serie B - 250 Leo Trovati (1930-1935, 1936-1938, 1942-1943, 1946-1948) - 244 Mario Montorfano (1984-1984, 1985-1989, 1990-1991, 1992-1993) - 219 Felice Garzilli (1982-1984, 1985-1989, 1990-1991) - 205 Luigi Gualco (1985-1989, 1990-1991, 1992-1993, 1998-1999) - 203 Claudio Bencina (1981-1984, 1985-1988) - 188 Michelangelo Rampulla (1985-1989, 1990-1991) - 185 Giancarlo Finardi (1977-1978, 1981-1984, 1985-1987) - 141 Attilio Lombardo (1985-1989) - 137 Filippo Citterio (1985-1989) - 132 Pio Gramigna (1930-1935, 1936-1938) |

### Record di reti
| Campionato - 88 Emiliano Mondonico (1966-1968, 1972-1979) - 75 Attilio Tassi (1960-1970) - 67 Andrea Brighenti (2013-2019) - 61 Giancarlo Finardi (1973-1978, 1980-1987) - 55 Mario Barera (1946-1950) 55 Guerrino Rossi (1951-1955, 1962) - 51 Gustavo Dezotti (1989-1994) - 48 Gioacchino Prisciandaro (2003-2005) - 47 Mario Nicolini (1976-1977, 1978-1982) - 43 Andrea Tentoni (1992-1996)                                                             | Coppa Italia - 6 Giancarlo Finardi (1977-1978, 1981-1987) 6 Riccardo Maspero (1988-1994, 1995-1997) - 4 Andrea Brighenti (2013-2019) 4 Gustavo Dezotti (1989-1994) 4 Attilio Lombardo (1985-1989) 4 Marco Nicoletti (1983-1988) 4 Claudio Pelosi (1985-1988) - 3 Gabriele Bongiorni (1985-1987) 3 Alviero Chiorri (1984-1992) 3 Alberto Filippini (2012-2013) 3 Radoslav Kirilov (2014-2015) 3 Gioacchino Prisciandaro (2005) |
| Serie A - 28 Gustavo Dezotti (1989-1990, 1991-1992, 1993-1994) - 27 Andrea Tentoni (1993-1996) - 16 Matjaž Florijančič (1991-1992, 1993-1996) 16 Riccardo Maspero (1989-1990, 1991-1992, 1993-1994, 1995-1996) - 14 Enrico Chiesa (1994-1995) - 11 Luigi Gualco (1989-1990, 1991-1992, 1993-1996) - 8 Daniel Ciofani (2022-2023) - 7 Giancarlo Finardi (1984-1985) 7 David Okereke (2022-2023) 7 Oliviero Serdoz (1929-1930) 7 Otello Subinaghi (1929-1930) | Serie B - 55 Mario Barera (1946-1950) - 35 Giancarlo Finardi (1977-1978, 1981-1984, 1985-1987) - 32 Marco Nicoletti (1983-1984, 1985-1988) - 30 Renato Cattaneo (1946-1948) - 24 Daniel Ciofani (2019-2022) 24 Natale Dossena (1930-1932, 1934-1935) 24 Eligio Vecchi (1932-1934) - 23 Pietro Camisaschi (1930-1935, 1936-1938) 23 Gustavo Dezotti (1990-1991, 1992-1993) 23 Gianluca Vialli (1981-1984)                      |

Dati aggiornati al 4 giugno 2023.